# Notonuncia arvensis
Notonuncia arvensis is een hooiwagen uit de familie Triaenonychidae.